# Чисто нов и готин
„Чисто нов и готин“ (на английски: The New Guy) е американска тийн комедия от 2002 г. на режисьора Ед Дектър, по сценарий на Дейвид Кендъл, с участието на Ди Джей Куолс, Илайза Душку, Зоуи Дешанел, Лайл Лъвет и Еди Грифин.